# Alternanthera junciflora
Alternanthera junciflora là loài thực vật có hoa thuộc họ Dền. Loài này được (Remy) I.M.Johnst. mô tả khoa học đầu tiên năm 1929.